# Mondovi (Wisconsin)
Mondovi és una població dels Estats Units a l'estat de Wisconsin. Segons el cens del 2000 tenia 2.634 habitants.

## Demografia
Segons el cens del 2000, Mondovi tenia 2.634 habitants, 1.122 habitatges, i 657 famílies. La densitat de població era de 268,3 habitants per km².
Dels 1.122 habitatges en un 27% hi vivien nens de menys de 18 anys, en un 45,5% hi vivien parelles casades, en un 9,5% dones solteres, i en un 41,4% no eren unitats familiars. En el 36,7% dels habitatges hi vivien persones soles el 21,5% de les quals corresponia a persones de 65 anys o més que vivien soles. El nombre mitjà de persones vivint en cada habitatge era de 2,26 i el nombre mitjà de persones que vivien en cada família era de 2,96.
Per edats la població es repartia de la següent manera: un 23,5% tenia menys de 18 anys, un 8% entre 18 i 24, un 24,8% entre 25 i 44, un 20,2% de 45 a 60 i un 23,4% 65 anys o més.
L'edat mediana era de 40 anys. Per cada 100 dones de 18 o més anys hi havia 80,5 homes.
La renda mediana per habitatge era de 31.000 $ i la renda mediana per família de 40.954 $. Els homes tenien una renda mediana de 30.947 $ mentre que les dones 21.434 $. La renda per capita de la població era de 17.023 $. Aproximadament el 8,8% de les famílies i l'11,2% de la població estaven per davall del llindar de pobresa.

## Poblacions més properes
El següent diagrama mostra les poblacions més properes.